# جاك بورنس
جاك بورنس (بالإنجليزية: Jack Burns)‏ هو كاتب سيناريو وكاتب ومنتج تلفزيوني وممثل أمريكي، ولد في 15 نوفمبر 1933 ببوسطن في الولايات المتحدة.

## أعمال

### أفلام
- (1979) الدمى[6]

## وصلات خارجية
- جاك بورنس على موقع IMDb (الإنجليزية)
- جاك بورنس على موقع ألو سيني (الفرنسية)
- جاك بورنس على موقع ميوزك برينز (الإنجليزية)
- جاك بورنس على موقع أول موفي (الإنجليزية)
- جاك بورنس على موقع قاعدة بيانات الأفلام السويدية (السويدية)
- جاك بورنس على موقع ديسكوغز (الإنجليزية)
- جاك بورنس على موقع قاعدة بيانات الفيلم (الإنجليزية)
- جاك بورنس على موقع كينوبويسك (الروسية)